# Atsushi Nagai
Atsushi Nagai (Kagoshima, 23 december 1974) is een voormalig Japans voetballer.

## Carrière
Atsushi Nagai speelde tussen 1995 en 2011 voor Avispa Fukuoka, Sanfrecce Hiroshima, Montedio Yamagata, Vegalta Sendai en FC Ryukyu.